# خورخي مونج
خورخي مونج (بالإسبانية: Jorge Hernán Monge)‏ هو لاعب كرة قدم ومدرب كرة قدم كوستاريكي في مركز الهجوم، ولد في 14 فبراير 1938 في ديسامبارادوس في كوستاريكا، وتوفي في 28 نوفمبر 2019. شارك مع منتخب كوستاريكا لكرة القدم. أما مع النوادي، فقد لعب مع ديبورتيفو سابريسا.

## وصلات خارجية
- خورخي مونج على موقع الاتحاد الدولي (مؤرشف)  (الإنجليزية)
- خورخي مونج على موقع قاعدة بيانات كرة القدم.إي يو (الإنجليزية)